# Markus Münch (Leichtathlet)

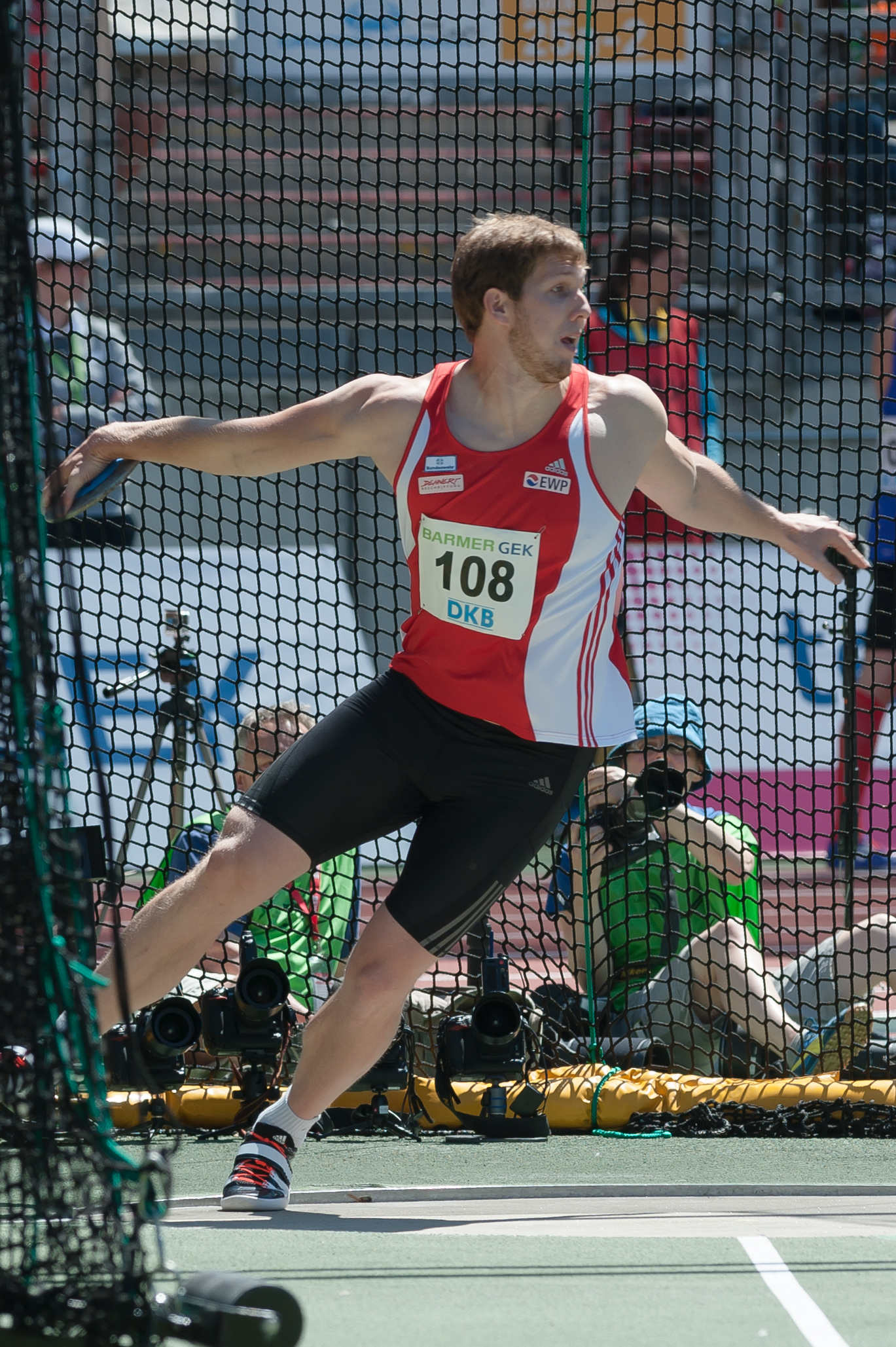
Markus Münch 2015

Markus Münch (* 13. Juni 1986 in Hamburg) ist ein ehemaliger deutscher Diskuswerfer.

## Berufsweg
Nach Abschluss seines Studiums der Sportwissenschaft war Münch 2012 bei der Sportförderungsgruppe der Bundeswehr in Frankfurt an der Oder. Ab Oktober 2017 wurde Münch am Olympiastützpunkt Berlin als Trainer für die Altersklassen U16 und U18 im Bereich Wurf/Stoß tätig.
Im März 2021 übernahm Münch den Posten als Landestrainer Wurf/Stoß im Berliner Leichtathletik-Verband und den Nachwuchsbundestrainer Diskus Frauen im Deutschen Leichtathletik-Verband.
Nach Abschluss des Diplom-Trainer-Studium an der Trainerakademie des DOSB in Köln ist Münch seit Oktober 2024 Bundestrainer Diskuswurf.

## Sportliche Karriere
2009 gewann Münch den Winterwurf-Europacup. Bei den Weltmeisterschaften 2009 und 2011 sowie den Europameisterschaften 2010 in der Qualifikation aus, bei den Europameisterschaften 2012 erreichte er den Vorkampf und belegte mit 61,25 m den neunten Platz.
Bei den deutschen Meisterschaften belegte er 2009 und 2011 den zweiten Platz hinter Robert Harting, 2010 und 2012 war er Dritter hinter Harting und Martin Wierig. 2012 nahm Münch an den Olympischen Sommerspielen teil, dort schied er in der Qualifikation aus.
2017 wurde Münch mit 62,76 Metern bei den Deutschen Meisterschaften Dritter hinter Robert Harting und Martin Wierig.
Nach 17 Jahren Leistungssport, davon 13 Jahren im Diskuswurf, gab Münch am 29. Dezember 2017 das Ende seiner Leistungssportlaufbahn bekannt.

## Bestleistung
Münchs Bestweite steht seit dem 25. Juni 2011 bei 66,87 m, damit kam er auf den 16. Rang in der ewigen deutschen Bestenliste.

## Vereinszugehörigkeiten
Der 2,07 Meter große Münch wechselte 2000 vom TuS Hasloh zur LG Wedel-Pinneberg, deren Farben er bis 2012 trug, ab 2013 war er Mitglied des SC Potsdam. Bis 2010 trainierte er unter Rolf Danneberg, dem Olympiasieger 1984, zudem arbeitete er auch mit Sigrun Ohland-Soukup zusammen. Ab 2011 wurde er von Bundestrainer Jürgen Schult, dem Olympiasieger von 1988, angeleitet.